# 马基尼
马基尼（法語：Macquigny，法語發音：[makiɲi]）是法国上法蘭西大區埃纳省的一个市镇，属于韦尔万区。

## 地理
马基尼（49°53'6"N, 3°33'6"E）面积20.18 平方千米，位于法国上法蘭西大區埃纳省，该省份为法国北部内陆省份，北起北部省，西接索姆省和瓦兹省，东临阿登省和马恩省，西南至塞纳-马恩省，东北部与比利时接壤。
与马基尼接壤的市镇（或旧市镇、城区）包括：欧迪尼、吉斯、欧特维尔、朗迪费和贝泰涅蒙、蒙多里尼、努瓦亚勒、奥里尼-圣伯努瓦特、普鲁瓦。

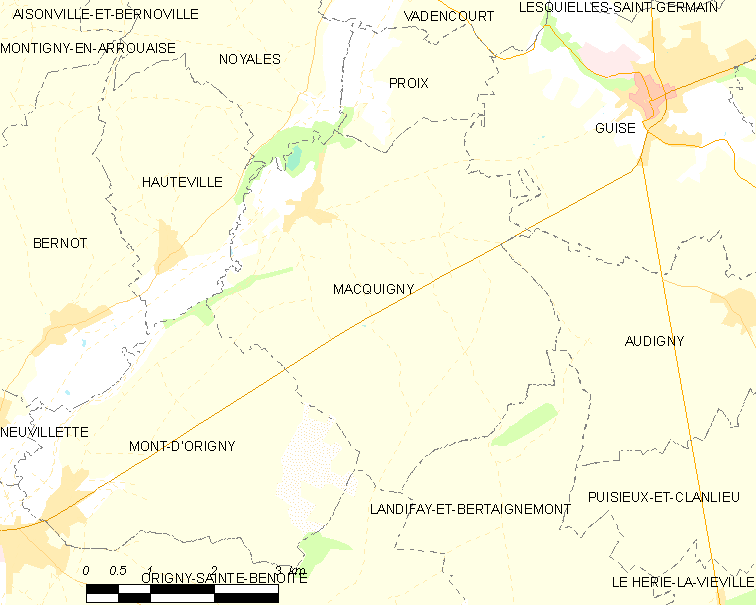
马基尼的OSM定位图

马基尼的时区为UTC+01:00、UTC+02:00（夏令时）。

## 行政
马基尼的邮政编码为02120，INSEE市镇编码为02450。

## 政治
马基尼所属的省级选区为吉斯县。

## 人口

1962-2008年间马基尼人口变化图示

马基尼于2022年1月1日时的人口数量为356人。